# Městečko, kde se zastavil čas
Městečko, kde se zastavil čas je próza českého spisovatele Bohumila Hrabala. Autor ji napsal roku 1973, ale tehdy byl v klatbě režimu a próza nemohla oficiálně vyjít. Prvně tak vyšla roku 1978 v exilovém nakladatelství v Innsbrucku. V Česku vyšla až roku 1991. Nicméně Hrabal, kterému normalizační komunistický režim publikování nakonec povolil, avšak nadále odmítal vydat Městečko, tuto prózu přepracoval do dvou textů: Krasosmutnění (1979) a Harlekýnovy milióny (1981), které v Československu vyšly. Zároveň má kniha několik motivů společných s prózou Postřižiny, kterou Hrabal napsal v roce 1971, a která oficiálně vyšla roku 1976. (Postřižiny, Krasosmutnění a Harlekýnovy milióny pak vyšly pod souborným názvem Městečko u vody v roce 1982, neformálně se hovořilo o tzv. Nymburské trilogii). Všechny uvedené texty jsou lokalizovány do nymburského pivovaru, kde Hrabal prožil část dětství. Ve všech se vyskytují postavy jeho maminky, jeho otce Francina a jeho strýce Pepina (která se objevuje již v próze Taneční hodiny pro starší a pokročilé z roku 1965). 
Próza Městečko, kde se zastavil čas má poněkud matoucí podtitul Povídky, ale jde o kompaktní text rozdělený do jedenácti kapitol. Knihu vypráví autobiografický vypravěč jako vzpomínky na dětství, ale od osobních vzpomínek brzy přejde k popisu pivovarských figurek, zejména otce Francina a strýce Pepina, ovšem i dalších postav: děkana Spurného, pivovarského hlídače Vaňátka, řezníka Burýtka ad. Do knihy pronikají i dějiny, po roce 1948 je pivovar zestátněn a správce pivovaru Francin je vyhozen (jeden z dělníků mu k tomu řekne: ""Byl jste na nás hodný a to vám máme za zlé, protože tím jste lámal ostří třídního boje"). Francin i Pepin se pak stahují do ústraní a věnují se jen zahrádkaření a houbaření. Jednou v lese najdou starý náklaďák, který Francin opraví, a oba bratři se ještě jednou vypnou k podnikatelské aktivitě a počnou rozvážet zeleninu, ale automobil je smeten dělostřeleckou salvou při odhalování jakéhosi pomníku a od té doby jsou oba bratři jen symboly mizejícího světa. Pepin nakonec dožívá v domově důchodců umístěném v zámečku nedaleko Nymburka.
Hrabal v Městečku trochu proměnil Pepinovu postavu oproti Tanečním hodinám, a to tak, že do jeho pábitelských promluv přidal hanácké nářečí a moravismy. Pepin se promění i v průběhu děje, na konci života zcela ztratí svůj entuziasmus a živočišnou radost ze života, a stane se z něj mlčenlivý stařeček, zatímco jeho bratr Francin, který jeho hlasitost, upovídanost a živelnost nesnášel, pomalu přebírá některé tyto jeho vlastnosti. Začne nosit i jeho námořnickou čepici, kterou v závěru prózy symbolicky hodí do vody s jistotou, že se "nikdy nepotopí". 
V knize je patrná nostalgie po starých časech, které jsou hodnoceny i jako morálně hodnotnější - s nimi se měl ztratit elementární smysl pro slušnost, soucit a pochopení druhého. Právě to cenzuře na knize nejvíce vadilo, a proto za komunistického režimu v původní podobě nemohla vyjít. V Krasosmutnění a Harlekýnových milionech proto autor tyto aspekty upozadil, na úkor jakéhosi všeobjímajícího stesku, přitom ale zmizely také vyvažující groteskní motivy, čímž došlo ke značnému i stylovému, nejen významovému posunu.
Ke stylistice knihy napsal Blahoslav Dokoupil ve Slovníku české prózy (1994): "Pro významovou výstavbu textu je rozhodující autorovo pojetí času. Emocionální atmosféru prózy určuje pocit nostalgie, tesknoty vyplývající z neopakovatelnosti času lidského života i času historického. Proti jejich jednosměrně orientovanému a zdánlivě stejnoměrnému plynutí staví však autor subjektivní kvality času, jeho zaplněnost a prázdnotu, zrychlování a zpomalování, pocity překypujícího bytí i strnulosti blížící se neexistenci. Hrabalův text, sugerující dojem spontánně vytrysklého, ale v jednotlivých úsecích různému tempu podřízeného proudu, je pokusem vzepřít se lhostejnému běhu času."